# 江湖好漢
是1991年的美國犯罪電影，由Michael Karbelnikoff執導，本片詳述了黑手黨委員會的誕生。背景設定在1917年至1931年的紐約市，以半虛構形式描述查理·盧西安諾、邁爾·蘭斯基、法蘭克·卡斯特羅和巴格西·西格爾的崛起。電影主演有克利斯汀·史萊特，飾演盧西安諾，帕特里克·丹普西飾演蘭斯基、科斯塔斯·曼迪勒飾演卡斯特羅、理查·格里科飾演西格尔，其他演員有米高·甘邦、安東尼·昆、拉臘·弗林·博伊爾及F·莫瑞·亞伯拉罕。

## 劇情
本片講述了四位臭名昭著的黑幫老大的崛起歷程：查理·盧西安諾、邁爾·蘭斯基、巴格西·西格爾和法蘭克·卡斯特羅。四人最初是紐約街頭的青年幫派成員，他們一邊打架鬥毆，一邊學習街頭規則，並建立了深厚的友誼，這些友誼在他們成長時受益匪淺。禁酒令的開始為他們提供了加入犯罪組織的機會，在阿諾·羅斯汀等經驗豐富的黑幫老大指導下，他們建立起利潤豐厚的私酒販賣帝國。
雖然四人取得成功，但他們與黑手黨頭目發生了衝突。這些頭目不願與其他犯罪組織合作。盧西安諾和蘭斯基認為，黑手黨必須重組才能蓬勃發展，於是招募了西格爾和卡斯特羅來除掉他們的頭目，奪取控制權，成立了黑手黨委員會，並將紐約的黑社會瓜分給五大家族。

## 演員
- 克利斯汀·史萊特 飾 查理·「幸運」·盧西安諾
- 帕特里克·丹普西 飾 邁爾·蘭斯基
- 科斯塔斯·曼迪勒 飾 法蘭克·卡斯特羅
- 理查·格里科（英语：Richard Grieco） 飾 巴格西·西格爾
- 米高·甘邦 飾 薩爾瓦托雷·馬蘭扎諾
- 安東尼·昆 飾 喬·馬塞里亞
- 拉臘·弗林·博伊爾 飾 Mara Motes
- F·莫瑞·亞伯拉罕 飾 阿諾·羅斯汀
- 基斯·潘（英语：Chris Penn） 飾 葛塔諾·「湯米」·雷納
- 羅德尼·伊士曼（英语：Rodney Eastman） 飾 Joey De Carlo
- 安迪·羅曼諾（英语：Andy Romano） 飾 Antonio Luciano
- Bianca Rossini 飾 Rosalie Luciano
- Robert Z'Dar（英语：Robert Z'Dar） 飾 Rocco
- 泰塔斯·威利弗 飾 艾爾·卡彭
- 喬·維塔瑞利（英语：Joe Viterelli） 飾 喬·普羅法斯
- 尼古拉斯·桑德勒（英语：Nicholas Sadler） 飾 瘋狗科爾（英语：Mad Dog Coll）

## 外部連結
- 互联网电影数据库（IMDb）上《江湖好漢》的资料（英文）
- TCM电影资料库上《江湖好漢》的资料（英文）
- AllMovie上《江湖好漢》的资料（英文）
- Box Office Mojo上《Mobsters》的資料（英文）
- 爛番茄上《江湖好漢》的資料（英文）